# Henry Garnet (jésuite)
Henry Garnet, né en 1555 à Heanor, Derbyshire (Angleterre) et mort (pendu) le 3 mai 1606 à Londres, est un prêtre jésuite anglais, supérieur des jésuites en clandestinité en Angleterre (1586-1606) et condamné à mort comme « complice » dans l’affaire de la conspiration des poudres.

## Biographie

### Formation et études
Fils de Brian Garnett et oncle de saint Thomas Garnet, le jeune Henry étudie au collège de Wincester et travaille comme relecteur auprès de l'éditeur Richard Tottel pendant un an avant d’entreprendre le voyage à Rome pour y entrer dans la Compagnie de Jésus, le 11 septembre 1575. 
Après son ordination sacerdotale (sans doute en 1582) Garnet enseigne les mathématiques et l'hébreu au Collège Romain, où il remplace pendant deux ans le célèbre Christophe Clavius, âgé et devenu infirme.

### Retour en Angleterre
Le 8 mai 1586, il quitte Rome en compagnie de Robert Southwell et débarque clandestinement en Angleterre, à Folkestone, le 18 juillet. Sa première tâche est d’organiser, avec Southwell, le travail pastoral clandestin des prêtres revenus dans leur pays, et de préparer des filières pour envoyer à l’étranger jeunes et séminaristes qui veulent se préparent au sacerdoce. 
Les risques sont grands : la grande majorité des quelque 150 prêtres entrés en Angleterre entre 1581 et 1586 ont été arrêtés et exécutés. Garnet lui-même, dès le 3 août 1586, doit remplacer comme Supérieur de la mission, William Weston, qui a été arrêté. Il le restera jusqu’à son arrestation, vingt ans plus tard, en 1606.

### Supérieur de la Mission
Bien que perpétuellement en danger, sans résidence fixe et adoptant divers déguisements, Garnet fait montre de grand dynamisme : le nombre de jésuites qui échappent à l’arrestation augmente (ils sont 45 en 1606), il ouvre une imprimerie à Londres comme « façade » à ses autres activités (pour les autorités civiles, il est imprimeur), il organise une filière de sortie du pays pour des jeunes qui veulent devenir jésuites, il organise un fonds de secours pour les prisonniers catholiques. Il trouve même le temps de rédiger des opuscules de dévotions. 
Les lettres périodiquement envoyées au Supérieur Général Claudio Acquaviva donnent des informations détaillées sur les persécutions subies par les catholiques anglais durant les vingt dernières années du règne d'Élisabeth Ire, les aventures des prêtres traqués, ses entrevues secrètes avec eux, les arrestations et exécutions. Elles parlent également de sa profonde amitié avec Robert Southwell.

### La Conspiration des poudres
Depuis 1604, un groupe de catholiques anglais, insatisfaits de ce que le roi Jacques Stuart, contrairement à ses promesses, ne rétablit pas les catholiques dans leurs droits, organise un complot qui vise à éliminer le roi, ainsi qu’un grand nombre de personnalités protestantes en faisant sauter le parlement durant sa session d’automne 1605. Ce complot est entré dans l'histoire sous le nom de conspiration des poudres. Garnet apprend l'existence du projet en 1605 par le biais du jésuite Oswald Tesimond. Il ne révèle pas la conspiration aux autorités.  
Le complot est découvert et échoue. Les comploteurs sont arrêtés. Sous la torture, un comploteur révèle que le père Garnet était au courant du complot. Celui-ci est arrêté le 27 janvier 1606. Il est accusé de complicité. Au procès, le père Garnet se défend en invoquant le secret de la confession. Il n’était pas en mesure de parler, et ne connaissait d’ailleurs pas les détails de la préparation de l’attentat. Il est néanmoins condamné à être « pendu et démembré ». Son exécution eut lieu le 3 mai 1606.

## Culture populaire
- Dans la série Gunpowder, son personnage est interprété par Peter Mullan.